# JSW Group
JSW Group er et indisk multinationalt konglomerat med hovedkvarter i Mumbai. De driver forretning indenfor stål, energi, minedrift, havne og cement.

## Datterselskaber
JSW Steel Ltd er en privatejet stålproducent med en installeret kapacitet på 23 MTPA.
JSW Energy har en elproduktionskapacitet på 4.531 megawatt.